# سیات ایبیزا
اس‌ای‌ای‌تی ایبیزا (SEAT Ibiza) خودرویی است که از سال ۱۹۸۴ تا کنون تولید شده‌است. طراحی آن موتور جلو، خودرو محور جلو بوده است.این خودرو پرفروش‌ترین خودروی SEAT است.
این خودرو در سال 1984 در نمایشگاه خودروی پاریس به عنوان اولین خودروی توسعه یافته توسط سیات به عنوان یک شرکت مستقل، معرفی شد، اگرچه این خودرو توسط سیات با همکاری شرکت های معروف از جمله ایتادیزاین، کارمن و پورشه طراحی شده است.

## نامگذاری
نام ایبیزا از جزیره اسپانیایی ایبیزا نامگذاری شده است و دومین مدل SEAT بود که پس از SEAT مالاگا از یک مکان اسپانیایی نامگذاری شد.

#### نسل اول Mk1 (1992-1984)
سیات ایبیزا (با کد 021A) که در سال 1984 در نمایشگاه خودروی پاریس معرفی شد، در 27 آوریل 1984 در خطوط مونتاژ "Zona Franca" وارد تولید شد و خیلی زود ثابت کرد که برای سازنده اسپانیایی اش موفقیت‌آمیز بوده است،

#### نسل دوم Mk2 (2002-1993)
سیات ایبیزا  Mk2 (Typ 6K) اولین نسل ایبیزا بود که به طور کامل تحت مالکیت گروه فولکس واگن توسعه و تولید شد. نوع پلتفرم آن بر اساس فولکس واگن پولو 6N و فولکس واگن گلف Mk3 بود.

#### نسل سوم Mk3 (2008-2003)
سیات ایبیزا Mk3 (Typ 6L) دومین نسل ایبیزا بود که به طور کامل تحت مالکیت گروه فولکس واگن تولید شد. این خودرو که بر روی پلت فرم PQ24 مشابه فولکس واگن پولو Mk4 (Typ 9N) ساخته شده است، توسط طراح ایتالیایی والتر دی سیلوا به نوعی کار شده تا تصویری اسپرت و عملکردی داشته باشد. خط تولید مدل شامل دو نوع هات‌هچ، Ibiza FR و Cupra بود که کمبود انواع هات‌هچ پولو را جبران کرد (Polo GTI تا سال 2006 عرضه نشد).

#### نسل چهارم  Mk4 (2016-2009)
سیات ایبیزا Mk4 (Typ 6J) در نمایشگاه خودرو ژنو 2008 در قالب خودروی مفهومی Bocanegra پیش نمایش شد. این طراحی توسط لوک دانکرولکه، طراح خودرو بلژیکی، با یک "طراحی پیکان" متمایز، طراحی شده است که از زبان اصلی طراحی ایبیزا که از سال 1984 وجود داشت، الهام گرفته شده است. این اولین مدل از دیگر مدل های گروه فولکس واگن (فولکس واگن پولو Mk5 و آئودی A1) بود که از آخرین پلت فرم PQ25 گروه فولکس واگن در بخش خودروهای سوپرمینی استفاده کرد.

#### نسل پنجم  Mk5 (2023-2017)
نسل پنجم هچبک 5 در سئات ایبیزا در نمایشگاه خودروی ژنو 2017 معرفی شد. این نسخه از سئات ایبیزا بر اساس پلتفرم MQB A0 بود که 2 میلی‌متر کوتاه‌تر و 87 میلی‌متر پهن‌تر از نسل قبلی ایبیزا بود. این اولین وسیله نقلیه در گروه VAG بود که از پلت فرم MQB A0 قبل از فولکس واگن پولو، اشکودا فابیا و آئودی ای وان  استفاده کرد. سئات ایبیزا نسل پنجم استایل خود را از خواهر بزرگتر خود در سری سئات لئون به ارث برده است.

##### سئات ایبیزا MK5 در مسابقات
سئات ایبیزا MK5 در حال حاضر توسط تیم آلمانی Münnich Motorsport در مسابقات قهرمانی رالی کراس جهانی FIA استفاده می شود. این وسیله نقلیه که در مسابقات جهانی RX پرتغال 2016 معرفی شد، بهترین نتیجه پنجم را در دور فرانسه در فصل 2016 داشته است.

## فروش
| Model year  | SEAT Ibiza | SEAT Ibiza | SEAT Ibiza |
| ----------- | ---------- | ---------- | ---------- |
| Years       | 2019       | 2018       | 2017       |
| Total sales | 130,243    | 120,287    | 160,377    |